# Цзілун
Цзілун (кит.: 基隆市) — велике портове місто, розташоване на північному сході Тайваню.

## Географія
Межує з міською територією Новий Тайбей і формує з нею і містом Тайбей єдину міську зону. Має статус провінційного міста. Поділяється на 7 районів. На острові Хепін знаходилася іспанська колонія Сан-Сальвадор-де-Ісла-Хермоса. Іспанці жили в поселенні з 1626 року до 1642.

### Клімат
Цзілун знаходиться в зоні субтропічного океанічного клімату з річною нормою опадів 3700 мм, тому його називають «Порт дощу». Зима коротка і м'яка, літо — тривале і жарке. Взимку і навесні часті тумани.
Найтепліший місяць — липень із середньою температурою 29.4 °C (85 °F). Найхолодніший місяць — січень, із середньою температурою 16.1 °С (61 °F).
| Клімат Цзілуна          | Клімат Цзілуна | Клімат Цзілуна | Клімат Цзілуна | Клімат Цзілуна | Клімат Цзілуна | Клімат Цзілуна | Клімат Цзілуна | Клімат Цзілуна | Клімат Цзілуна | Клімат Цзілуна | Клімат Цзілуна | Клімат Цзілуна | Клімат Цзілуна |
| Показник                | Січ.           | Лют.           | Бер.           | Квіт.          | Трав.          | Черв.          | Лип.           | Серп.          | Вер.           | Жовт.          | Лист.          | Груд.          | Рік            |
| Абсолютний максимум, °C | 27             | 28             | 32             | 33             | 35             | 36             | 37             | 37             | 35             | 35             | 31             | 30             | 37             |
| Середній максимум, °C   | 17             | 17             | 19             | 23             | 26             | 29             | 31             | 31             | 28             | 25             | 22             | 18             | 24             |
| Середня температура, °C | 16             | 16             | 17             | 21             | 24             | 27             | 29             | 28             | 27             | 24             | 20             | 17             | 22             |
| Середній мінімум, °C    | 14             | 14             | 15             | 19             | 22             | 25             | 26             | 26             | 25             | 22             | 19             | 16             | 20             |
| Абсолютний мінімум, °C  | 6              | 5              | 2              | 11             | 15             | 13             | 22             | 17             | 19             | 16             | 8              | 5              | 2              |
| Днів з опадами          | 21             | 20             | 22             | 17             | 19             | 15             | 8              | 10             | 15             | 18             | 21             | 20             | 206            |
| Днів з дощем            | 21             | 20             | 22             | 17             | 19             | 15             | 8              | 10             | 15             | 18             | 21             | 20             | 206            |
| ----------------------- | -------------- | -------------- | -------------- | -------------- | -------------- | -------------- | -------------- | -------------- | -------------- | -------------- | -------------- | -------------- | -------------- |
| Джерело: Weatherbase    |                |                |                |                |                |                |                |                |                |                |                |                |                |

## Населення
Населення міста станом на квітень 2010 року — 387 207 осіб.

## Галерея

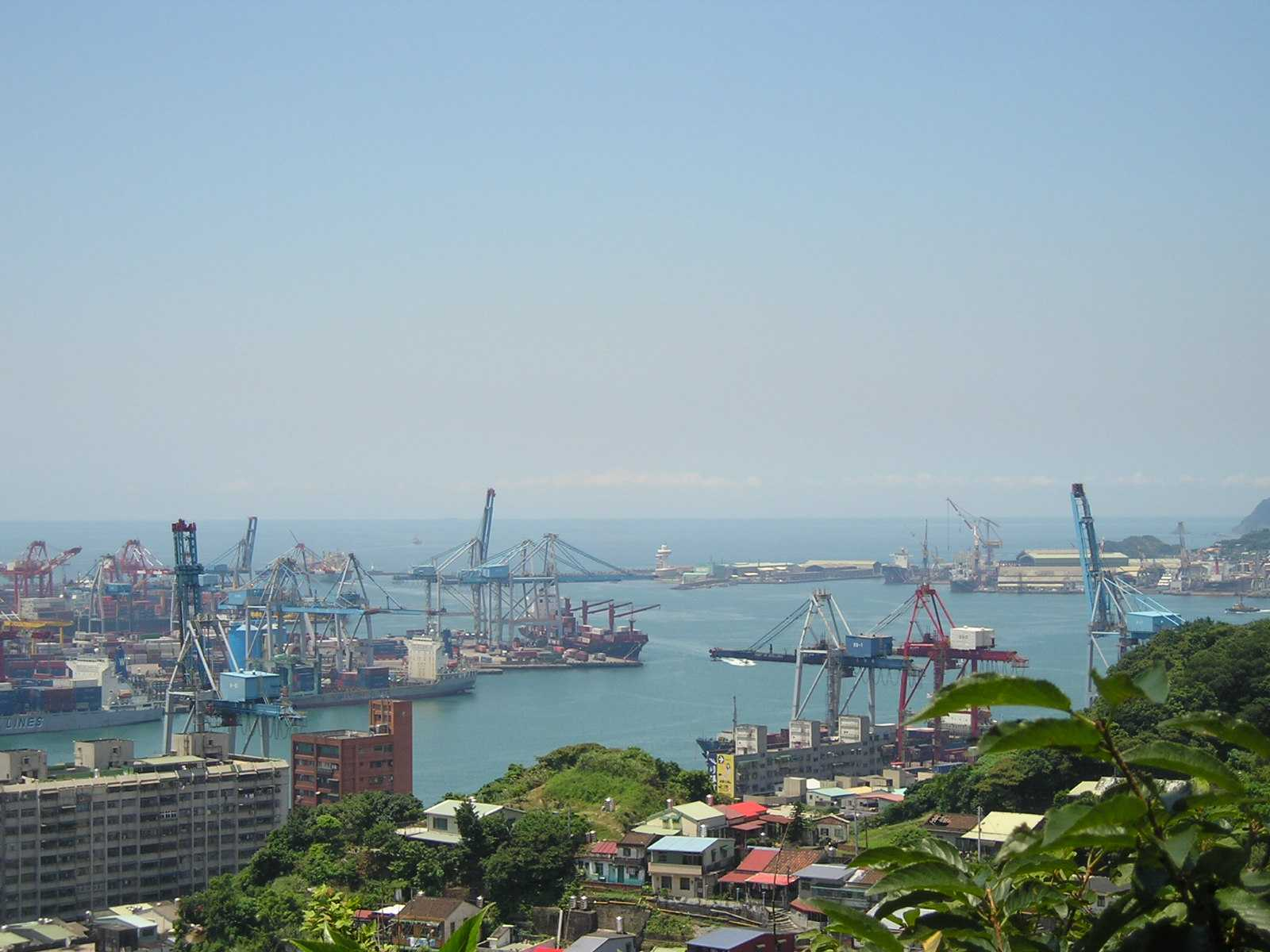
Порт
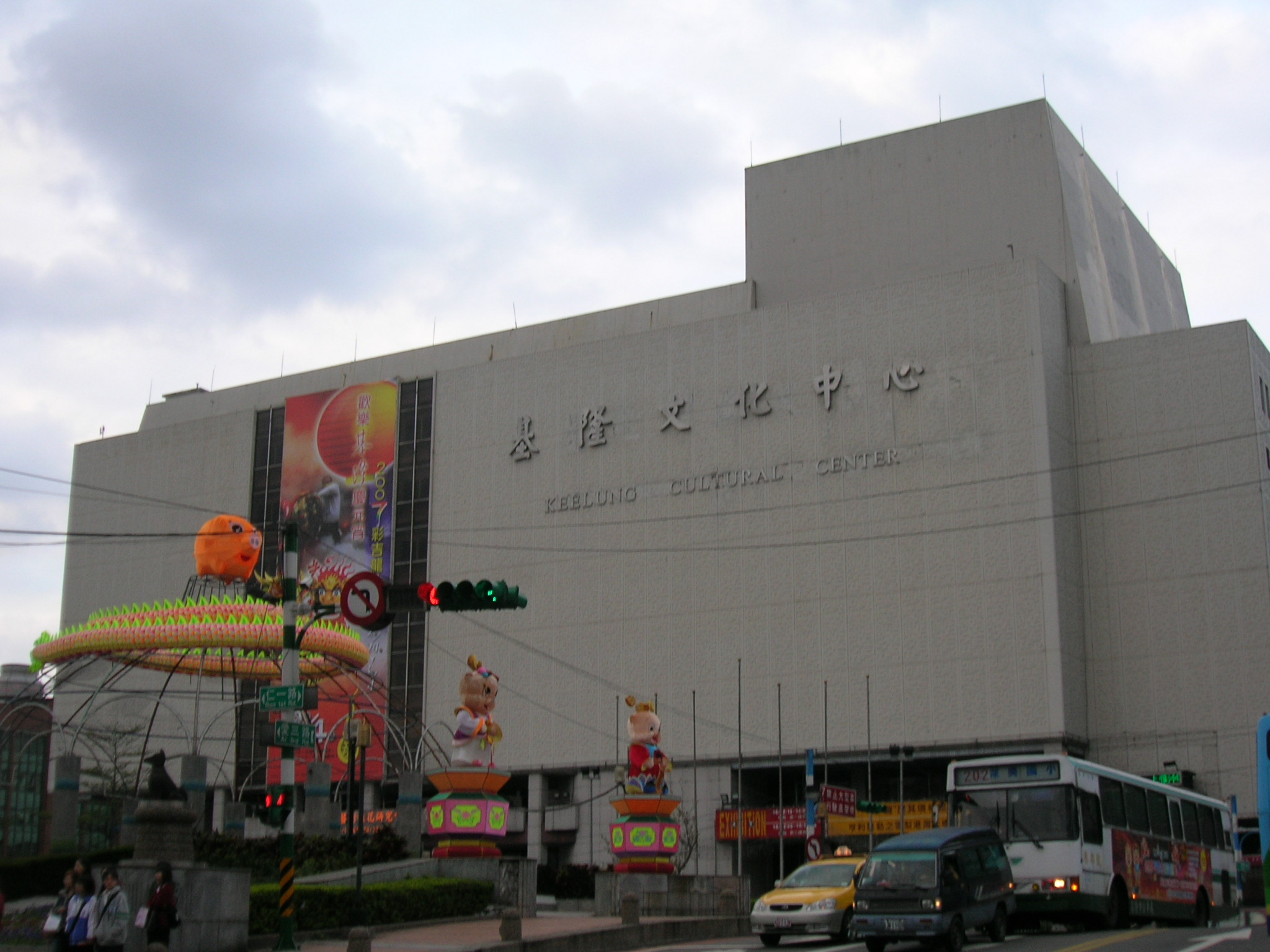
Культурний центр